# HAT-P-4
HAT-P-4, TOI-2012 — двойная звезда в созвездии Волопаса на расстоянии около 1050 световых лет (около 322 парсек) от Солнца. Возраст звезды определён как около 4,8 млрд лет.
Вокруг звезды обращается, как минимум, одна планета.

## Характеристики
Первый компонент (TYC 2569-1599-1) — жёлто-белая звезда спектрального класса F, или G0V, или G1, или G. Видимая звёздная величина звезды — +11,12m. Масса — около 1,28 солнечной, радиус — около 1,62 солнечного, светимость — около 2,901 солнечной. Эффективная температура — около 5888 K.
Второй компонент (TYC 2569-744-1) — жёлтый карлик спектрального класса G2V. Видимая звёздная величина звезды — +11,38m. Масса — около 1,17 солнечной, радиус — около 1,34 солнечного, светимость — около 2,06 солнечной. Эффективная температура — около 5906 K. Удалён на 91,78 угловой секунды (29771 а.е.).
Саффе и др. в 2017 году обнаружили разницу в металличности между двумя компонентами HAT-P-4 в 0,10 dex.

## Планетная система

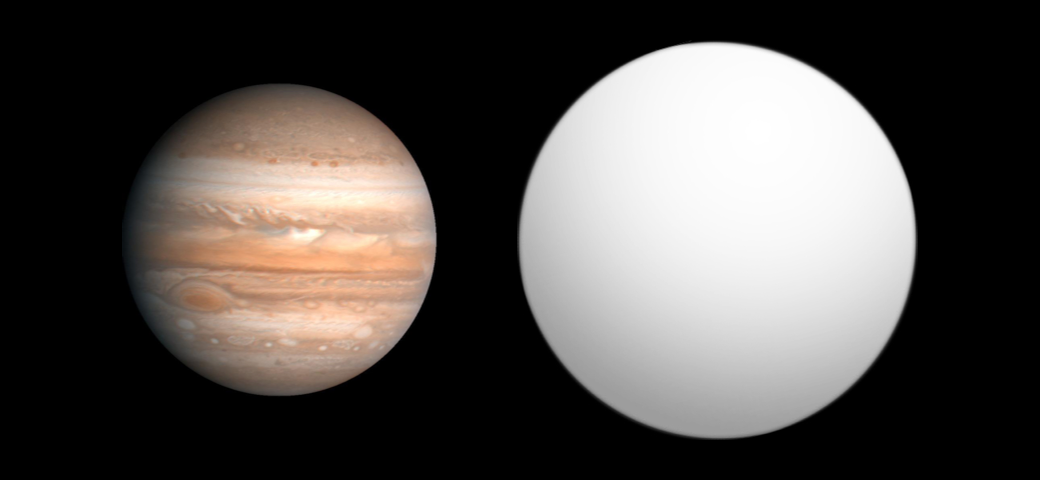
Сравнительные размеры HAT-P-4 b и Юпитера

В 2007 году командой астрономов, работающих в рамках проекта HATNet, было объявлено об открытии планеты HAT-P-4 b. Это типичный горячий юпитер — газовая планета, обращающаяся очень близко к родительской звезде. Открытие было совершено транзитным методом.